# Андон Віктор Данилович
Віктор Данилович Андон (нар. 12 квітня 1929, Грушка — пом. 13 грудня 2016) — молдовський кінознавець, сценарист і педагог; доктор мистецтвознавства з 1984 року, професор з 2000 року; член Спілки кінематографістів Молдавської РСР з 1970 року, член Спілки письменників «Дністер» з 2003 року. Заслужений діяч мистецтв Молдови з 2000 року.

## Біографія
Народився 12 квітня 1929 року у селі Грушці (нині Кам'янський район Молдови) у селянській сім'ї. 1949 року закінчив бібліотекарське відділення Культурно-просвітницької школи у місті Сороках і став працювати бібліотекарем у Державній бібліотеці Молдавської РСР імені Надії Костянтинівни Крупської. Протягом 1950—1952 років навчався на філологічному факультеті Кишинівського державного університету; у 1959—1964 роках продовжив навчання на кінематографічному факультеті Всесоюзного державного інституту кінематографі у Москві.
З 1964 року був членом редколегії, а потім заступником головного редактора, сценаристом студії «Молдова-фільм». Протягом 1970—1977 років — науковий консультант «Молдавської радянської енциклопедії» по розділу «Музика, театр та кіно»; у 1981—1995 роках — старший науковий співробітник кафедри етнографії та вивчення мистецтв Академії наук Молдови. У 1984 році захистив докторську дисертацію в галузі вивчення мистецтв в Інституті кінематографії в Москві. У 1985—1986 роках — науковий консультант енциклопедії «Література та мистецтво Молдови». У 1995—2003 роках завідував кафедрою Міжнародної академії економічного права «Кіно і ТБ». Був професором Академії музики, театру та образотворчих мистецтв, а також Слов'янського університету. Помер 13 грудня 2016 року.

## Творчість
Автор близько 800 статей та рецензій, сценаріїв кінофільмів, багатьох книг з кіномистецтва, серед них:
книги
- «Фільмографія „Молдова-фільму“ (1952—1962)» (1962);
- серія «Путешествие на Молдова-филм» (1968);
- серії «Актеры молдавского кино» (1974; 1978);
- «Ранние годы молдавского кино» (1986);
- «100 лет молдавскому кино» (1997);
- «История запечатленная кинокамерой» (2001);
- «Кинематографисты ХХ века» (2005);

сценарії до фільмів
- «Найспекотніший серпень» (1969);
- «Світло Жовтня» (1972);
- «Рівна серед рівних» (1974);
- «Молдавію співаю» (1974);
- «Випадок на фестивалі» (1976);
- «Коротке і блискуче життя» (1981);
- «Гагаузи» (1982);
- «У 50 років» (1983).

Автор статей до енциклопедії «Радянська Молдавія» (Кишинів, 1982), деяких розділів про молдавський кінематограф у монографії «Історія радянського кіно».